# Перро, Шарль
Шарль Перро́ (фр. Charles Perrault; 12 января 1628[…], Париж, Королевство Франция — 16 мая 1703[…], Париж, Королевство Франция) — французский поэт, теоретик искусства и критик эпохи классицизма, член Французской академии с 1671 года, ныне известный в основном как автор «Сказок матушки Гусыни».

## Биография
Шарль Перро родился 12 января 1628 года в Париже в семье судьи Парижского парламента Пьера Перро и был младшим из его шести детей (вместе с ним родился и брат-близнец Франсуа, умерший через 6 месяцев). Одним из его братьев Клод Перро был известным архитектором, одним из авторов восточного фасада Лувра (1665—1680). Учился Перро в университетском колле́же Бовэ, который, однако, бросил, не доучившись. Купил лицензию адвоката, но вскоре оставил эту должность и поступил клерком к своему брату архитектору Клоду Перро.
Пользовался доверием Жана Кольбера, в 1660-х годах он во многом определял политику двора Людовика XIV в области искусств. Благодаря Жану Кольберу Шарль Перро в 1663 году назначен секретарём вновь образованной Академии надписей и изящной словесности. Перро также был генеральным контролёром сюринтендатства королевских строений. После смерти своего покровителя в 1683 году он впал в немилость и потерял выплачивавшуюся ему как литератору пенсию, а в 1695 году лишился и места секретаря.

## Творчество

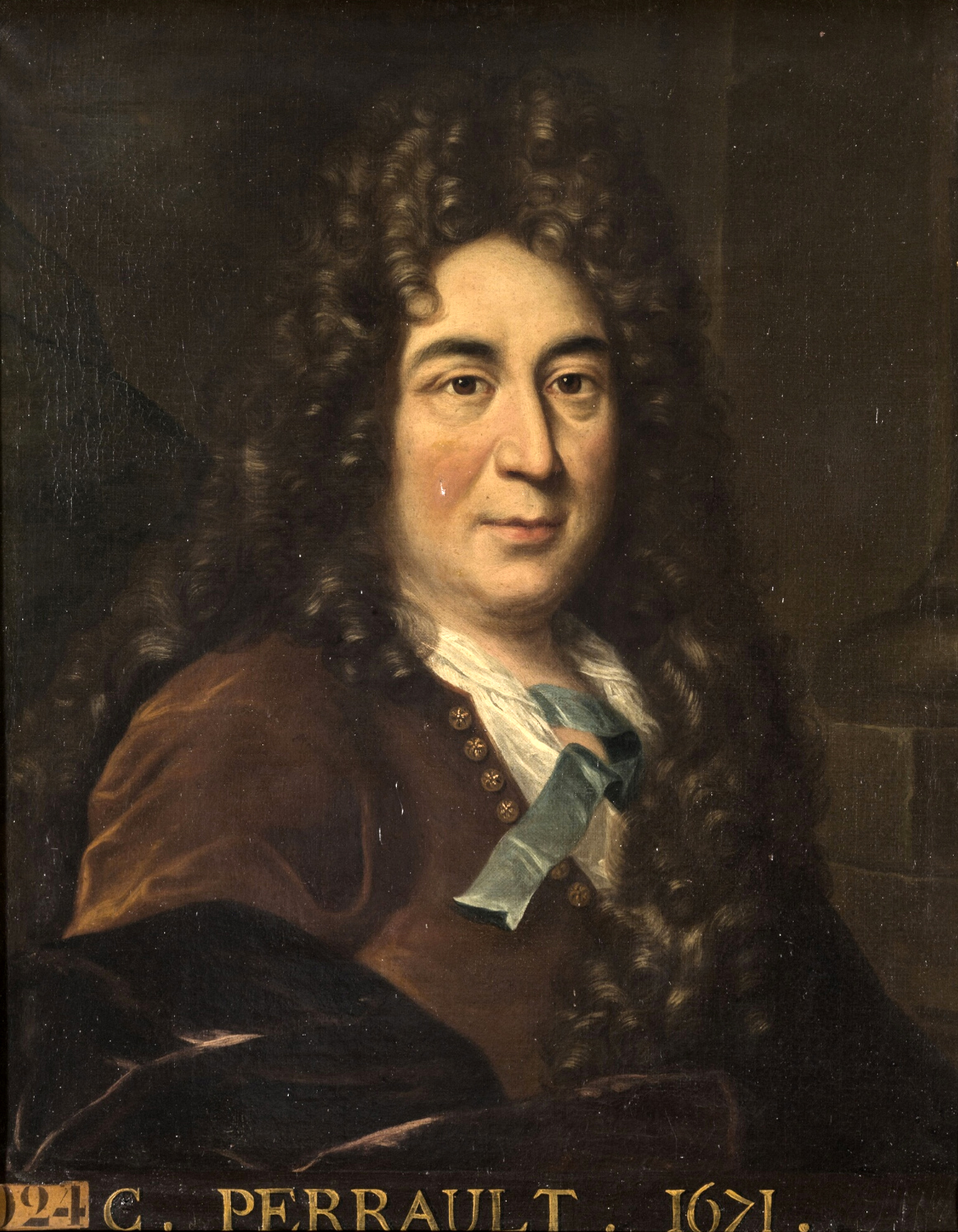
Портрет Шарля Перро в мантии члена Французской академии, около 1685—1700 (дата 1671, которая фигурирует на его портрете, соответствует дате избрания Перро во Французскую академию).
Широко приписываемые братьям Гримм сказки, какими мы их знаем сейчас, «Красная Шапочка», «Спящая красавица» и «Золушка», на самом деле написаны Шарлем Перро почти за 200 лет до их нового переложения. Первым в этом ряду стоит всё-таки сказочник Джамбаттиста Базиле (1566—1632).

Перро был довольно плодовитым литератором (первое его произведение — ироикомическая поэма «Стены Трои, или Происхождение бурлеска», 1653), но его художественные произведения, за исключением сказок, вскоре были забыты. В историю литературы он вошёл как главный идеолог движения «новых» в споре о древних и новых. Основные программные тексты Перро — поэма «Век Людовика Великого» (1687) и диалоги «Параллели между древними и новыми в вопросах искусства и наук», т. 1—4, 1688—97. Перро считал, что искусство века Людовиков намного превзошло античное и должно развиваться и далее; представлению о неизменном идеале он противопоставил идею поступательного прогресса искусства, идущего рука об руку с прогрессом наук и ремёсел. Он отдавал предпочтение прозе перед поэзией и считал, что преемником античного эпоса является роман.

## Сказки

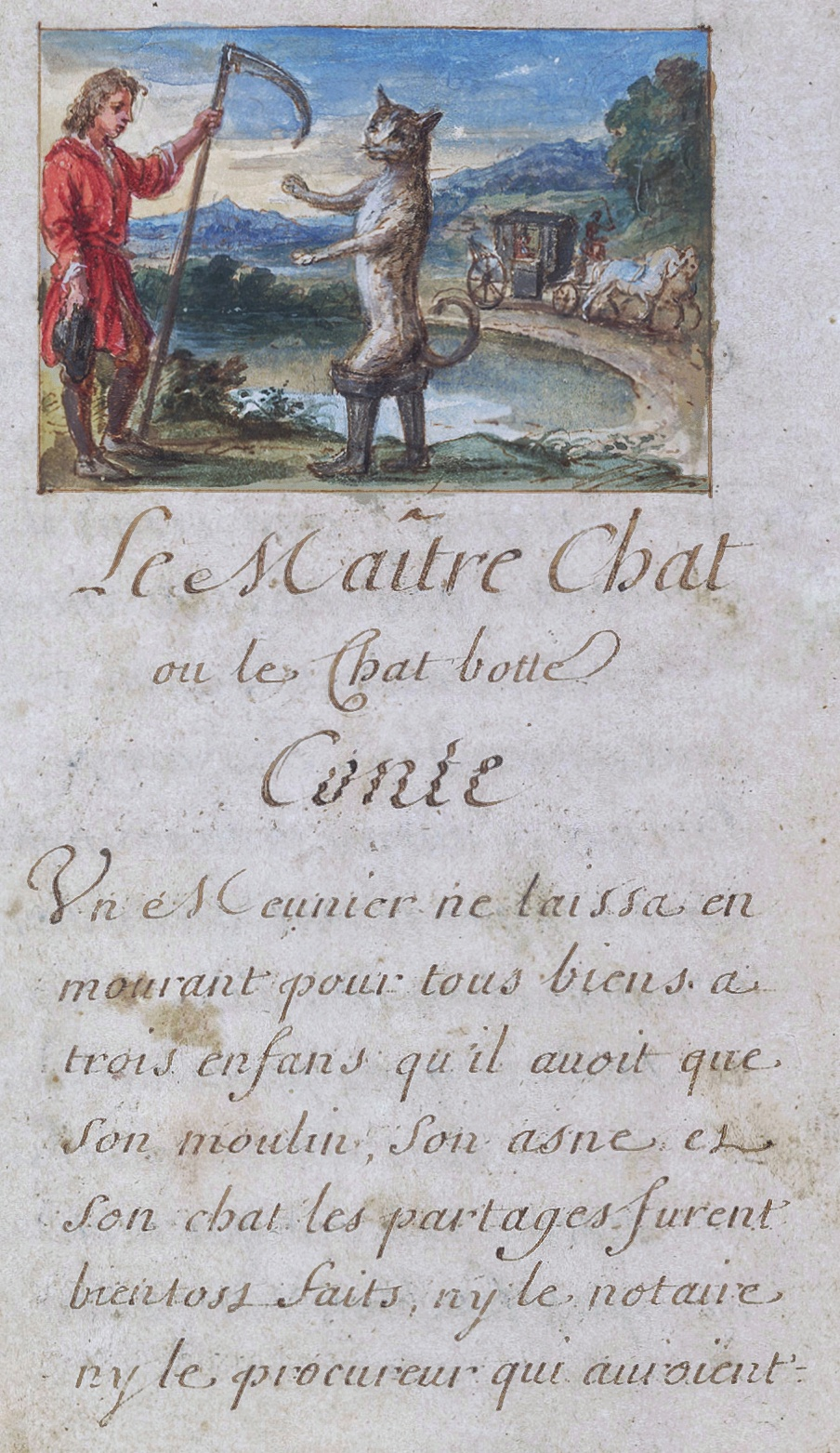
Сказка «Господин кот, или Кот в сапогах». Первое рукописное и иллюстрированное издание сборника «Сказки матушки Гусыни», 1695

В 1697 году Перро опубликовал сборник «Сказки матушки Гусыни, или Истории и сказки былых времён с поучениями». Сборник содержал восемь сказок, представлявших собой литературную обработку народных сказок (как полагают, услышанных от кормилицы сына Перро) — кроме одной («Рике-хохолок»), сочинённой самим Перро. Эта книга широко прославила Перро за пределами литературного круга. Фактически Перро ввёл народную сказку в систему жанров «высокой» литературы.
«Сказки» способствовали демократизации литературы и оказали влияние на развитие мировой сказочной традиции (братья В. и Я. Гримм, Л. Тик, Х. К. Андерсена). На русском языке сказки Перро впервые вышли в Москве в 1768 году под названием «Сказки о волшебницах с нравоучениями». На сюжеты сказок Перро созданы оперы «Золушка» Дж. Россини, «Замок герцога Синяя Борода» Б. Бартока, опера-буфф (оперетта) «Синяя Борода» Ж. Оффенбаха, балеты «Спящая красавица» П. И. Чайковского, «Золушка» С. С. Прокофьева и др. По мнению французских историков, некоторые персонажи сказок имели реальные прототипы из владельцев замков, в том числе и Уарона.
Предполагается, что на интерес Перро к жанру сказки оказала влияние его племянница Мари-Жанна Леритье де Вилландон. Наиболее известную из её собственных сказок, «L’Adroite Princesse» («Ловкая принцесса», 1696), долгое время приписывали самому Перро.
В русскоязычном сегменте Интернета Перро часто ошибочно приписывают современную адаптацию сказки братьев Гримм «Пряничный домик».

### Вопрос об авторстве
Свои сказки Перро издал не под собственным именем, а под именем своего 19-летнего сына Пьера Перро д’Арманкура, видимо, пытаясь уберечь свою уже сложившуюся литературную репутацию от обвинений в работе с «низким» жанром сказки. Сын Перро, прибавивший к своей фамилии название купленного отцом замка Арманкур, пытался устроиться секретарём к «Мадемуазель» (племяннице короля, принцессе Орлеанской), которой и была посвящена книга.
В XX веке возникла дискуссия об авторстве сказок, в ходе которой пытались доказать, что сказки на самом деле написаны Перро-сыном. Всё же, по-видимому, традиционная версия об авторстве более вероятна.

## Личная жизнь
В 1672 году он женился на Мари Гишон, которой было 19 лет. Она умерла в 1678 году.

## Смерть
Шарль Перро скончался 16 мая 1703 года в возрасте 75 лет в Париже. Похоронен на подземном кладбище «Катакомбы Парижа».

## Признание
Шарль Перро был четвёртым после Х. К. Андерсена, Д. Лондона и братьев Гримм по издаваемости в СССР зарубежным писателем за 1917—1987 годы: общий тираж 300 изданий составил 60,798 млн экземпляров.